# Phaonia aureolitarsis
Phaonia aureolitarsis este o specie de muște din genul Phaonia, familia Muscidae, descrisă de Xue și Qiao Ping Xiang în anul 1993. Conform Catalogue of Life specia Phaonia aureolitarsis nu are subspecii cunoscute.